# ’Cause You’re Young
’Cause You’re Young ist ein Synthpop-Song von C. C. Catch, der von Dieter Bohlen geschrieben und produziert wurde. Er wurde am 20. Januar 1986 bei Hansa Records veröffentlicht und war die zweite Single der Interpretin.

## Entstehung und Veröffentlichung
Nach ihrer Debütsingle I Can Lose My Heart Tonight aus dem Sommer 1985 folgte Anfang 1986 die zweite Single des Albums Catch the Catch. Als B-Seite wurde der Song One Night’s Not Enough gewählt. Auf dem nur wenige Monate später erschienenen Album befindet sich eine Maxi-Version des Songs. Das Album stieg im April auf Platz neun der deutschen Charts ein. Mit Strangers By Night folgte eine weitere Single-Auskopplung, die es ebenfalls in die Top Ten schaffte.

## Rezeption
In Deutschland erreichte C. C. Catch mit Cause You’re Young erstmals die Top Ten. Der Song gehört zu den kommerziell erfolgreichsten Titeln der Interpretin und schaffte es auch in der Schweiz (Platz 8) und Österreich (Platz 28) in die Charts.